# 阿德巴约·阿金芬瓦
沙赫德·阿德巴約·阿金芬瓦（英語：Saheed Adebayo Akinfenwa，1982年5月10日—），通稱阿德巴約·阿金芬瓦，是一名英格蘭足球運動員，司職前鋒。
阿金芬瓦以高於平均的力量著名，體重高達16英石（102公斤）。

## 職業生涯
阿金芬瓦生於英格蘭伊斯靈頓，初出道時由於經理人妻子的兄弟認識一名在立陶宛球會工作的教練，他便聽從經理人的建議加盟立陶宛球會阿特蘭塔斯，在立陶宛逗留兩年後便在2003年初返回英國發展，加盟威超球會巴里镇。在巴里镇期間協助球會贏得威爾斯盃和聯賽冠軍，可是由於球會財政困難，被迫釋出所有職業球員和教練團，阿金芬瓦也不例外，他在同年10月轉投波士頓聯，在英格蘭聯賽錦標首次上場對史雲頓並在完場前攻入致勝球。由於未能適應新球會，在11月轉投莱顿东方，但一個月後被新球會釋出。他在2003年12月加盟鲁什登钻石，2004年2月轉投唐卡斯特流浪，這樣他便在一球季內效力了五家球會。
2004年7月，阿金芬瓦加盟托奎联，作為大衛·格拉姆的代替者。縱使阿金芬瓦在該球季打進14球，仍無法挽救球隊降級至英乙的事實，季後他拒續新約離隊。
他在2005年7月加盟斯旺西城，而斯旺西城需向托奎联支持85,000鎊作為補償金。首仗對特兰米尔流浪者便取得入球，亦是球隊在新球場的首個正式入球。他亦在2006年英格蘭聯賽錦標決賽中取得進球，以2-1擊敗卡莱尔联奪冠；此外亦助球隊打進英甲晉級附加賽決賽，120鐘後仍以2-2平手，需以點球大戰分勝負，兩名斯旺西球員包括阿金芬瓦射失，只得目送對手巴恩斯利晉級英冠。在新球季，阿金芬瓦是球隊主力成員，直到在斯坎索普联中右腳骨折，缺席餘下所有賽事。
2006/07賽季完結時，他拒絕了球會提供的新合約，6月29日選擇加盟史雲頓，但體檢失敗未能成事。
之後他到2007年11月才找到新東家米尔沃尔，雙方簽下月份合約 ，上場7次未有進球。
2008年1月18日，阿金芬瓦與北安普顿簽下一份至賽季末的合約，首次上場對史雲頓，以替補身份入替並取得進球，以1-1完場保住1分。回到主場對列斯聯亦是同樣替補身份入替及入球，以1-1完場。下場對吉林汉姆賽事中先發上場，打進兩球以4-0取勝。球季餘下的賽事中的他再攻進3球。2008年5月30日，縱使莱顿东方和格林斯比镇有意簽下他，他選擇續約一年，新球季的初段表現不錯，在9月份的三場賽事中打進兩球。
阿金芬瓦在北安普顿的日子在2010年5月完結，北安普顿未能在限時內與阿金芬瓦達成共識，他以自由球員身份轉投吉林汉姆並簽約一年，首仗對切尔滕汉姆頭球打進一球。他與科迪·麦克唐纳德組成一對火力強大的鋒線，兩人在該賽季合共打進36球。
2011年5月25日，他回到北安普顿，新教練表示這是「滿足球迷的願望」。8月16日對布里斯托尔流浪者打進回到北安普顿的第一球。他重返北安普顿兩個球季後便被釋出。
2013年7月2日，他與前東家吉林汉姆簽約一年，與科迪·麦克唐纳德重新組成火力強大的鋒線，阿金芬瓦在該球季上場34次入10球。2014年6月20日，他拒絕了球會的合約，轉投AFC溫布頓。

## 外部連結
- 足球数据库：阿德巴約·阿辛芬瓦的球员统计数据